# Spermacoce jaliscensis
Spermacoce jaliscensis là một loài thực vật có hoa trong họ Thiến thảo. Loài này được M.E.Jones miêu tả khoa học đầu tiên năm 1933.